# Conquesta hongaresa de la conca dels Carpats
La conquesta hongaresa de la conca dels Carpats, també coneguda com la conquesta hongaresa o presa de terres hongaresa (en hongarès, honfoglalás: 'conquesta de la pàtria'), va ser una sèrie d'esdeveniments històrics que va culminar amb l'establiment del poble hongarès a l'Europa central al final del segle ix i principis del x. Abans de l'arribada dels hongaresos, tres potències medievals primerenques, el Primer Imperi Búlgar, la Frància Oriental i Moràvia, havien lluitat entre elles per aconseguir el control de la Conca dels Carpats. De forma ocasional, havien contractat genets hongaresos com a soldats. Per això, els hongaresos que vivien a l'Estepa Pòntica a l'est dels Carpats estaven familiaritzats amb la seva futura pàtria quan va començar la seva «presa de terres».
La conquesta hongaresa va començar en el context d'una «migració humana tardana o "petita"». Fonts contemporànies testifiquen que els hongaresos van travessar els Carpats després d'un atac conjunt el 894 o el 895 dels petxenegs i els búlgars contra ells. Primer van prendre el control de les terres baixes a l'est del riu Danubi i van atacar i ocupar Pannònia (la regió a l'oest del riu) el 900. Van aprofitar conflictes interns a Moràvia i van aniquilar aquest estat en algun moment entre el 902 i el 906.
Els hongaresos van enfortir el seu control sobre la conca dels Carpats derrotant un exèrcit bavarès en una batalla lluitada a Brezalauspurc el 4 de juliol de 907. Van llançar una sèrie d'incursions de saqueig entre el 899 i el 955 i també van apuntar cap a l'Imperi Romà d'Orient entre el 943 i el 971. Tanmateix, gradualment es van establir a la conca i van establir una monarquia cristiana, el Regne d'Hongria, cap a l'any 1000.

### Fonts escrites

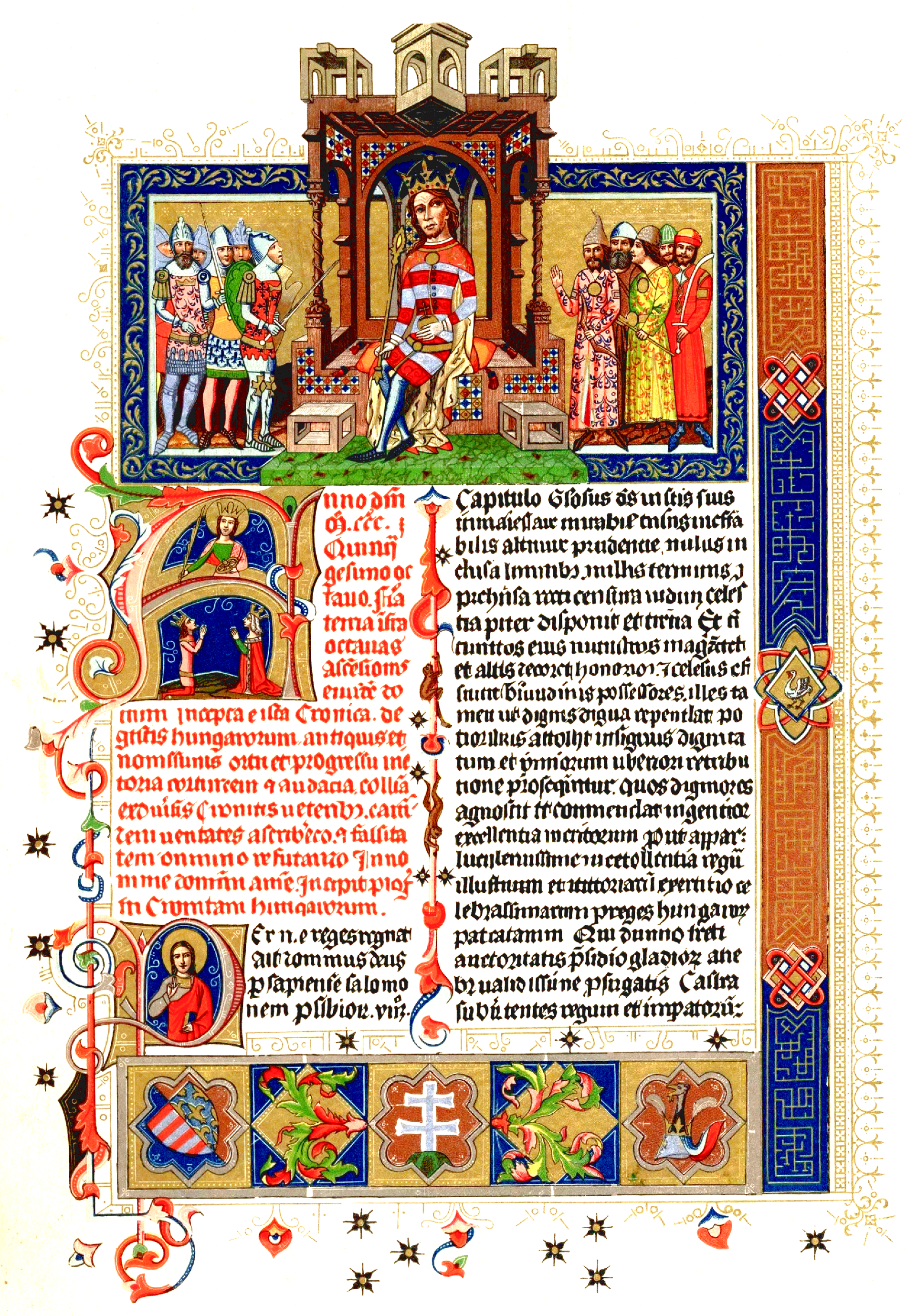
Primera pàgina de la Crònica Il·luminada

### Arqueologia

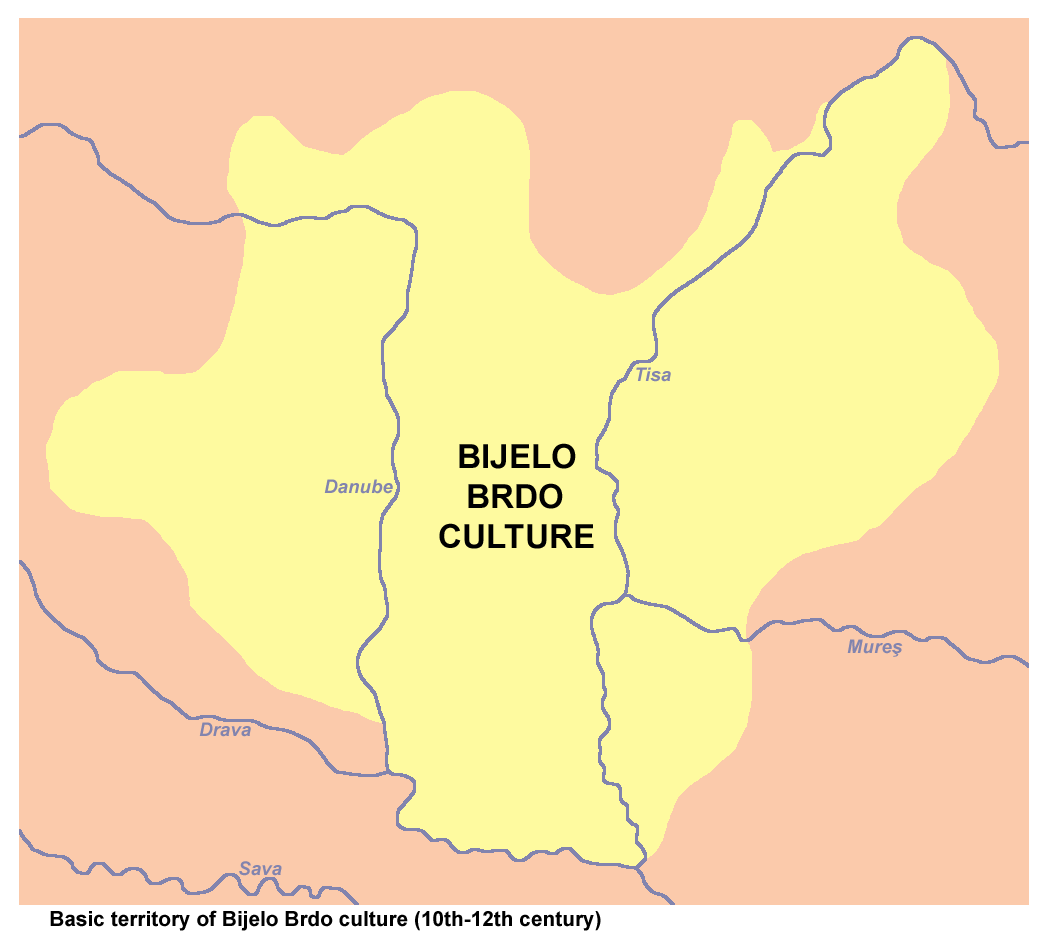
Mapa que ensenya el territori bàsic de la cultura Bijelo Brdo (segles X-XII), segons el llibre de l'arqueòleg rus Valentín Vassílievitx Sedov. Així, l'àrea del mateix poble de Bijelo Brdo està exclòs d'aquest territori.

## Hongaresos pre-conquesta

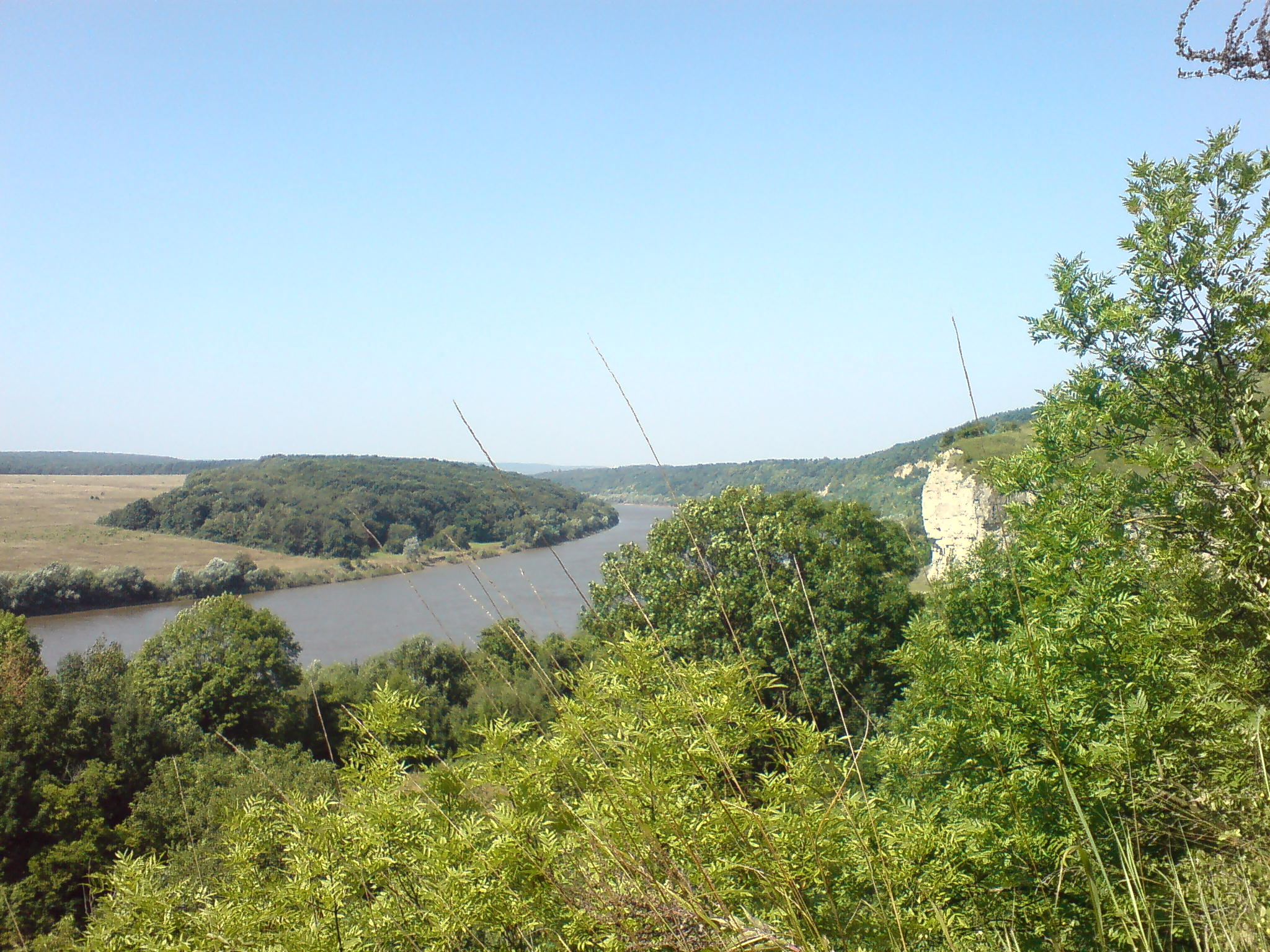
Riu Dnièster a Dzveníhorod (raion de Borsxiv, Ucraïna)